# Willy Grundbacher
Willy Fritz Grundbacher (* 5. Juli 1907; † November 1997) war ein Schweizer Moderner Fünfkämpfer und Dressurreiter.
Grundbacher, der aus Thun stammte, nahm an den Olympischen Sommerspielen 1936 in Berlin am Modernen Fünfkampf teil, wo er den 32. Rang belegte.
Zudem wurde er siebenfacher Schweizer Meister im Dressurreiten.